# Müßnershütten
Müßnershütten (auch Müsnershütten oder Müsenershütten) war eine von sieben Hüttensiedlungen Weidenaus und später Teil dieser Gemeinde im nördlichen Siegener Stadtgebiet im Kreis Siegen.
1444 wurden eine Hütte und ein Hammer in Müßnershütten erstmals erwähnt. Im Jahr 1518 wurde ein Hans Spiess vom Grafen von Nassau mit dem halben Hammer zu Müsenershütten erblich belehnt.
Müßnershütten ist überwiegend evangelisch geprägt, zwischen 1711 und 1743 jedoch katholisch. Zum 1. Dezember 1885 hatte Müßnershütten 493 Einwohner. Durch „Allerhöchsten Erlaß“ des deutschen Kaisers Wilhelm II. wurde 1888 festgelegt, „daß die die Gemeinde Weidenau, im Kreis Siegen, bildenden Ortstheile Haardt, Fickenhütten, Schneppenkauten, Münkershütten, Müßnershütten, Meinhardt und Weidenau unter Wegfall der bisherigen Bezeichnung für die einzelnen Ortstheile fortan einheitlich den Namen ‘Weidenau’ führen“ sollten.